# سيدني شيرمان
سيدني شيرمان (بالإنجليزية: Sidney Sherman)‏ هو سياسي أمريكي، ولد في 23 يوليو 1805 في مارلبورو في الولايات المتحدة، وتوفي في 1 أغسطس 1873 في غالفستون في الولايات المتحدة. انتخب عضو مجلس نواب تكساس.